# Țărăncuța, Cantemir
Țărăncuța este un sat din cadrul comunei Chioselia din raionul Cantemir, Republica Moldova.

## Demografie

### Structura etnică
Structura etnică a localității conform recensământului populației din 2004:
| Grup etnic                                               | Populație | % Procentaj  |
| -------------------------------------------------------- | --------- | ------------ |
| Băștinași declarați Moldoveni Băștinași declarați Români | 796 50    | 93,43% 5,87% |
| Ucraineni                                                | 2         | 0,23%        |
| Găgăuzi                                                  | 2         | 0,23%        |
| Alții                                                    | 2         | 0,23%        |
| Total                                                    | 852       |              |